# Carrozzeria Abbott
L'E.D. Abbott Ltd. è stata una carrozzeria automobilistica inglese attiva dal 1929 al 1972.

## Storia

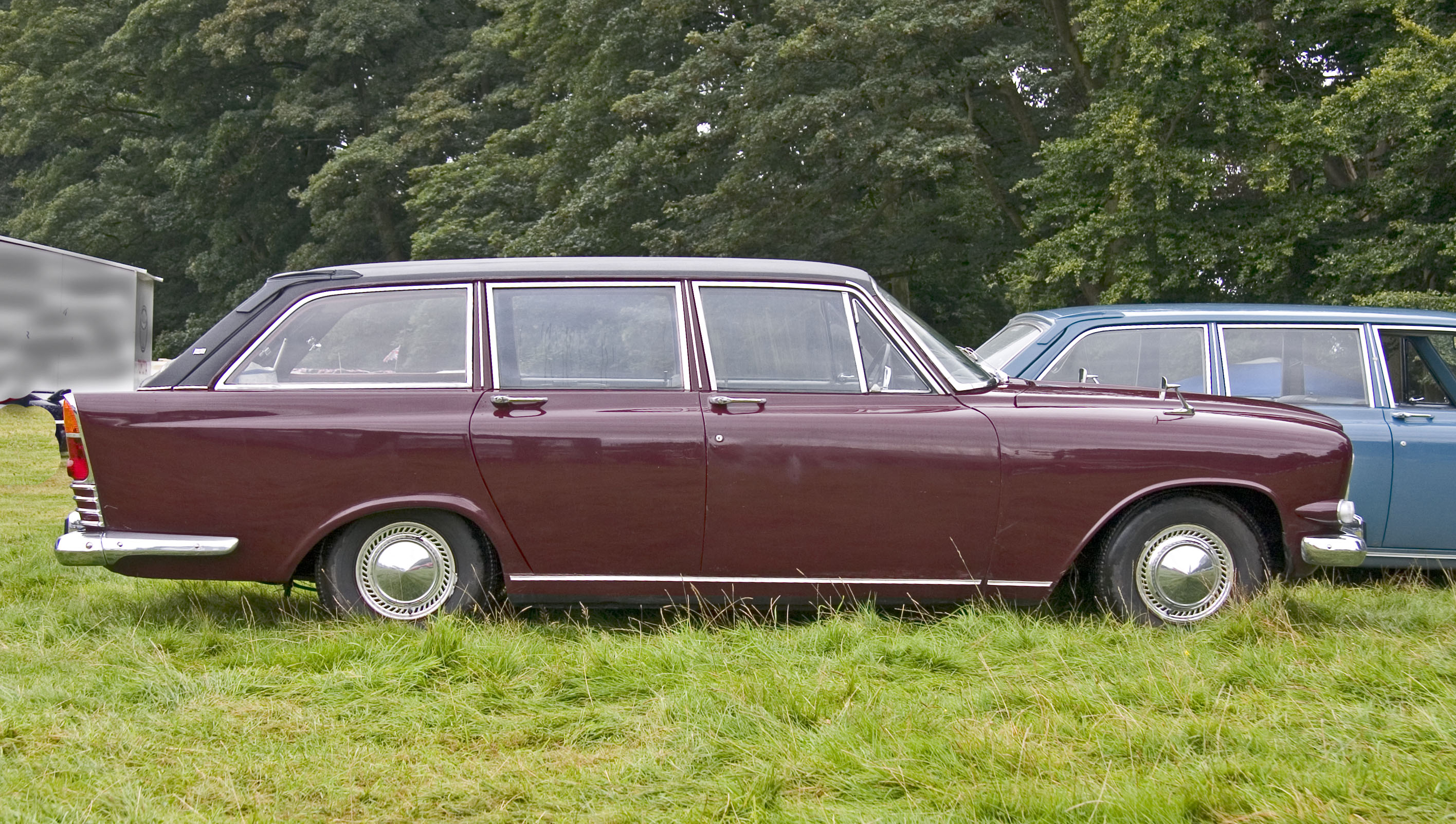
Una Ford Zephyr carrozzata da Abbott

Questa carrozzeria nasce per volere di Edward Dixon Abbott, già impiegato presso il reparto progetti della Wolseley e successivamente presso una piccola carrozzeria, la Page and Hunt, che aveva cominciato la sua attività nel 1920 stabilendo il suo impianto a Farnham (Surrey). Quando la Page and Hunt chiuse prematuramente i battenti nel 1929, Abbott rilevò il capannone per fondarvi la sua nuova attività. Nacque così l'E.D. Abbott Ltd..
La nuova carrozzeria ottenne subito diverse commesse per realizzare veicoli commerciali, fatto che la tenne particolarmente impegnata e attiva anche nel difficile periodo della Grande depressione.
In seguito vi fu la creazione di un piccolo aliante, denominato Aliante di Farnham, che dal 1931 diede inizio anche a un'attività parallela, specializzata appunto in piccoli velivoli. A tale scopo venne aperta una sussidiaria dedicata, denominata Abbott-Baynes Sailplanes Ltd..
Nello stesso anno, la giovanissima carrozzeria automobilistica apparve in uno stand al Salone dell'automobile di Londra. Tra le auto esposte allo stand Abbott vi furono alcune Talbot, alcune Daimler inglesi ed una Austin Seven. In questi primissimi anni di attività, la Abbott si occupò anche di alcune Rolls-Royce e di alcune Lanchester.
Nel 1934 l'attività dell'azienda divenne molto fruttuosa: oltre ad un grosso contratto con la Lagonda, volto a "vestire" la Rapier, il modello di base della Casa inglese, vi fu anche l'inizio di una nuova attività consistente nel carrozzare i telai di origine BMW importati dalla Frazer-Nash, che proprio dal 1934 era divenuta importatrice ufficiale del marchio bavarese.
Con lo scoppio della Seconda guerra mondiale, l'E.D. Abbott Ltd. si convertì suo malgrado alla causa bellica, e si occupò della costruzione di accessori per velivoli, come per esempio antenne e dispositivi radar, per conto della Royal Aircraft Establishment.
Cessato il conflitto, l'azienda tornò all'attività originaria e stipulò un contratto con la Ford inglese per la produzione delle giardinette su base Consul, Zephyr e Zodiac. L'Abbott fu anche incaricata dalla Casa madre di curare la distribuzione nel mercato interno, mentre dell'esportazione si occupò quest'ultima. Ma l'attività incluse anche contratti con la Sunbeam-Talbot e con la Healey.
A partire dalla seconda metà degli anni sessanta, però, gli ordini cominciarono a scemare, compresi quelli con la Ford, che avevano caratterizzato il primo ventennio post-bellico dell'Abbott. L'era dei carrozzieri stava infatti inesorabilmente tramontando e molte carrozzerie in tutto il mondo avevano già chiuso i battenti da diversi anni. Così fu anche per l'E.D. Abbott Ltd., che cessò la sua attività nel 1972.